# Чија семенке
Биљка чија (енгл. chia), која даје истоимене чија семенке, једногодишња је цветница из породице уснатица (фам. Lamiaceae) која представља изузетно богат извор минерала и хранљивих материја. Ова здрава семена делују веома хидрирајуће на наш организам, поспешују варење и регулишу рад црева, те регулишу ниво електролита.

### Историја
Чија семенке су ситна црна, бела и тамносмеђа семена биљке Salvia hispanica, која је врста жалфије. Природно станиште јој је Јужна и Средња Америка, тачније подручје Перуа, Гватемале, Боливије, Парагваја и Мексика. Од давнина узгајали су је и користили су је као основну намирницу Астеци и Маје, а сам назив чија, заправо, је древна мајанска реч за снагу.
Иако се користила хиљадама година, постала је популарна у последњих 25 година, јер су научници установили да је пребогата омега-3 масним киселинама које чине чак трећину њеног састава, што представља један од најбољих извора здравог и квалитетног уља.
Осим тога,  чија семенке обилују антиоксидансима и влакнима, а садрже и висок ниво магнезијума, цинка, гвожђа и калцијума. Као таква,  ова драгоцена биљка може много да утиче на унапређивање здравља, посебно кад је реч код спречавања обољења срца, повишеног шећера, а одлично се показала и кад је регулисање варења у питању.
Чија семенке су веома богате минералима. Предњачи манган, који је веома битан за метаболизам, раст и развој мишића и костију. Потом је присутан фосфор, који је такође битан за одржавање и регенерацију ткива, а поред њега налази се и бакар који нам најчешће недостаје у исхрани, а важан је за здравље и правилан рад срца. Занимљиво је да се у само две кашике чија семенки налази чак два пута више калијума него у једној банани.
Гвожђе, као саставни део хемоглобина у црвеним крвним ћелијама, укључен је у транспорт кисеоника кроз цело тело, а овим минералом чија семена такође обилују. На крају, присутан је калцијум, који осим што је добар за кости, изузетно погодује нашем мозгу и нервима.
Иако су богате есенцијалним минералима, чија семенке не представљају обилан извор витамина. Ипак, садрже витамине А, Б, Е и Д, који су погодни за вид, косу, нокте, кожу, зубе, мишиће и нервно ткиво. Управо зато се користе као додатак јелима, природним воћним соковима и десертима, а не садрже ни шећере, глутен и оксиде.

### Нутриционе вредности
Према научним анализама, 28 грама ових семена садржи 138 калорија, 8 грама масти, 12 грама угљених хидрата, 10 грама влакана и 5 грама протеина. То значи да једна пуна кашика дневно обезбеђује 18 одсто дневних потреба калцијума, 27 одсто фосфора, 30 одсто мангана и нешто мању количину калијума, цинка и бакра.
Пошто је чија семе потпуно неутралног укуса, оно неће имати утицаја на другу храну коју конзумирате истовремено, па га можете користити као додатак свим јелима. Најчешће се препоручује комбиновање са салатама, семенке чија су погодне и уз двопек, као додатак током припреме хлеба, колача и пецива, а самлевене их можете додати у јогурт и кефир. Идеално се комбинују уз орашасте плодове, кукуруз, бадем и просо.
Можете их користити као у сва три оброка. Рецимо, за доручак узмите шољу кефира и додајте кашику чија семенки уз овсене мекиње, пахуљице или мусли.  Осим тога, веома се лако могу комбиновати и употребити кад је ручак у питању. Можете их додати у салату, чиме ћете повећати унос протеина и влакана и цео оброк учинити лако сварљивим.
Такође, чија семена можете да убаците у супу, ћуфте од меса или у смесу за поховање меса, јер су идеална замена за презлу. За крај дана можете да помешате јогурт и чија семенке, а у смесу да изрендате једну свежу јабуку и додате мало кандираног воћа.

### Конзумација
За разлику од семена лана, чија семенке не морају да се самељу да би могле да се конзумирају и да би њихова нутритивна вредност била потпуно изражена. Оне су лако сварљиве, врло пријатног укуса и могу да се конзумирају у дневној дози од 20 грама.
Није препоручљиво да их пржите, како термичком обрадом не би изгубиле вредне и хранљиве материје. Чак и кад их додајете јелима која припремате, саветује се да то учините пред сам крај како би што мање биле изложене високој температури и тиме задржале свежину.
Пошто веома лако упијају воду, могу да се конзумирају свако јутро тако што их претходно оставите да одстоје десетак минута у чаши воде.За то време оне набубре и практично добијете желатинасту масу коју можете јести кашичицом.
Нутриционисти препоручују да особе испод 50 година старости уносе 38 грама дневно за мушкарце и 25 грама за жене, док особе преко 50 година старости конзумирају по принципу 30 грама дневно за мушкарце, односно 21 грам за жене.
Иако се препоручују особама које пате од одређених здравствених проблема, чија семена су најбољи избор многих спортиста. Наиме, због високог нивоа протеина којег садрже заједно са минералима, често се налазе на менију оних особа које се баве спортом, пошто поспешују опоравак, изградњу и регенерацију мишића.
Занимљиво је да ове ситне семенке садрже триптофан, протеин који осим што даје осећај ситости, разградњом у организму помаже када је у питању квалитетан сан, па се препоручују особама које пате од несанице.

## Погодности
Слободно можемо рећи да се ова биљка сврстава међу најздравије намирнице на планети. Карактеристична је по томе што је препуна хранљивим материјама које умногоме помажу вашем телу и мозгу да правилно и боље функционишу. Ево листе предности коришћења чија семена која је научно доказана:
чија
1. Обезбеђују велику количину хранљивих материја, док садрже веома мало калорија,
2. Богате су Антиоксидансима,
3. Садрже низак ниво угљених хидрата, а висок ниво висококвалитетних протеина и влакана,
4. Помажу губитак телесне тежине,
5. Обилују омега-3 масним киселинама,
6. Побољшавају крвну слику и смањују ризик од срчаних обољења,
7. Висок садржај калцијума, магнезијума и фосфора побољшава здравље костију, а важно је рећи да се чија семенке посебно препоручују особама које не једу млечне производе,
8. Доводе до значајних здравствених побољшања код особа које болују од дијабетеса типа 2,
9. Препоручују се спортистима и рекреативцима, јер помажу постизање бољих резултата и перформанси,
10. Веома лако се уклапају уз свако јело и одговарају вашем начину исхране, а не изазивају алергијске реакције на кожи.

### Лек
Чија семенке су постала популарне у последњих неколико година због своје високе нутритивне вредности и многих здравствених бенефиција. Као што је већ речено, ова семена садрже велику количину омега-3 масних киселина које су изузетно важне за наше тело и права су храна за мозак. Управо због чињенице да обилују овом корисном материјом, саветује се да се користи као додатак јелима, јер ретко која намирница коју конзумирамо има довољно омега-3 масноћа. Осим тога, чија семенке смањују отпорност на инсулин и побољшавају ниво шећера у крви, те су сјајан избор у борби против дијабетеса типа 2 који се често јавља. Занимљиво је да, у поређењу са традиционалним хлебом, онај који је направљен од чија семенки погодује смањењу шећера у крви и као такав се саветује за свакодневну употребу особама оболелим од дијабетеса.

## Употреба
Познато је да данашњи начин живота излаже свакога од нас стресу који има озбиљне последице по наш организам, а најчешће по систем за варење. Код проблема са нередовном столицом и са тзв. лењим цревима, чија семенке обезбеђују дистрибуцију потребних влакана које се апсорбују у дебелом цреву и омогућују повратак правилног рада система за варење и редовно пражњење. Осим тога, исхрана базирана на влакнима којима обилује ово семење помаже и код смањивања надимања и упалних процеса дебелог црева. Чија семе садржи низ корисних биљних једињења. Најзаступљенија је хлорогена киселина, која представља природни и снажан антиоксиданс који смањује крвни притисак. Поред ње, налази се кофеинска киселина, које има у изобиљу а која је идеални савезник у борби против упалних процеса у организму. Научници су такође утврдили да чија семенке садрже кверцетин и кемпферол, два антиоксиданса који смањују ризик од срчаних обољења, остеопорозе, а показали су се корисним и у превенцији малигних обољења и других хроничних болести. Посебно се саветује да их користе деца која имају проблема са деминерализацијом костију, која води ка појави рахитиса, а код одраслих особа ка остеомалацији.

### Нежељена дејства
Иако су хранљива својства чија семена доказана и научно потврђена, доктори су дошли до одређених сазнања након подробнијих анализа. Наиме, људи који болују од рака простате или имају урођен висок ризик од добијања тог малигног обољења требало би да избегавају употребу велике количине чија семенки. Разлог томе лежи у чињеници да се омега-3 масне киселине налазе у облику алфа-линолеинске киселине чији висок унос у организам може да доведе до проблема са простатом. Поред тога, особама које имају високу концентрацију триглицерида у крви смеју да конзумирају само чија семенке посебне сорте – у питању су Салба семена. Доктори су утврдили да коришћење свих других врста може да доведе до повећања нивоа триглицерида у организму.